# باگاران
باگاران (به ارمنی: Բագարան) یک روستا در ارمنستان است که در استان آرماویر واقع شده‌است. باگاران در کیلومتری شمال آرماویر، مرکز استان آرماویر واقع شده است.

## خصوصیات
باگاران ۶۵۲ نفر جمعیت دارد و در ارتفاع متر بالاتر از سطح دریا قرار گرفته است.